# Suvremeno hrvatsko slikarstvo
Suvremeno hrvatsko slikarstvo. Pojam „kraj slikarstva“ javlja se u opisima radikalnih umjetničkih struja u slikarstvu koje izražavaju nihilistički stav prema napretku umjetničkog stvaralaštva. Takav stav uzorkovan je nestankom utopijske dimenzije umjetnosti koja je trebala preoblikovati društvene odnose i poziciju čovjeka prema samom sebi, u vremenu kojeg su obilježile smrti političkih ideologija i jačanje globalnog kapitalizma.
Umjetnički pokreti ovog tipa aktivni su tijekom čitavog 20. stoljeća, a kulminiraju s Maljevičevim Bijelim kvadratom na bijeloj pozadini, Reinhardtovim crnim platnima iz pedesetih te analitičkim slikarstvom i na kraju isticanjem verbalne komponente konceptualne umjetnosti. Sintagma  „povratak slikarstvu“ kao mediju i tradiciji, predstavlja reakciju na spomenute umjetničke prakse i manifestira se realizmima dvadesetih i tridesetih godina 20. stoljeća (Forces nouvelles u Francuskoj, Valori Plastici i Novecento u Italiji, verizam i Neue Sachlichkeit u Njemačkoj, precizionizam i regionalizam u Americi) te  u osamdesetima (Neue Wilde, transavangarda, neoekspresionizam).
Na manjak interesa za slikarstvo tijekom devedesetih godina utjecali su novi načini umjetničkog djelovanja (performans, land-art, body art itd.) i  izražajne mogućnosti koje pružaju elektronički i digitalni mediji (instalacije, video). Elementi koji današnju umjetnost čine vrijednom i relevantnom su kolektivne umjetničke prakse, participacijska estetika i socijalni angažman, a „ideologija novog“ je gotovo postala kanon u (post)modernoj razmjeni ideja. 
Početkom 21. stoljeća dolazi do novog zamaha u slikarskom mediju, a suvremenu je umjetnost obilježila potraga za inspiracijom u raznim stilovima, pokretima i strujama povijesti umjetnosti, stoga su česti citati  i reference unutar likovnog stvaralaštva. Hrvatsko suvremeno slikarstvo karakterizira pluralizam stilova koji se kreće od tradicionalnog odnosa prema mediju do multidisciplinarnosti i izlasku iz konvencionalnih granica slike.

## Slikarstvo devedesetih
U devedesetima se u hrvatskom slikarstvu nije pojavila niti jedna umjetnička praksa koja bi objedinila rakurse aktivnih umjetnika, no prevladava utjecaj nove slike (sedamdesetih) i novog slikarstva osamdesetih.
Đuro Seder sedamdesetih je godina svojim tekstom „Nemogućnost slike“ (1971.) proklamirao dogmatičan pogled na slikarstvo kao samoograničavajući medij. Postepeno se odmicao od monokroma koji su problematizirali odnos prema slikarstvu i nijekali smisao narativnog likovnog sadržaja, a osamdesetih počinje uviđati mogućnost nereferencijalne umjetnosti koja reprodukcijom doživljaja umjetnika stvara novu autonomnu stvarnost unutar djela. Njegova djela iz devedesetih karakterizira ekspresivan potez i debeo nanos boje, s naglaskom na građenju slike, dok su figuracija i sadržaj sporedni elementi. Okreće se sakralnoj tematici koja problematizira duhovnu krizu čovjeka koji traži figuru Krista kao utemeljenu nadu u ispunjavanje ljudskih težnja.
Vatroslav Kuliš stvara djela na granici realnoga i apstrakcije, zadržavajući vezu s prirodom u motivima krajolika, mora i vode. Njegovu umjetnost Igor Zidić tumači kroz pojam neoromantizma koji se manifestira u kolorističkim kompozicijama utopijskog karaktera i  naglasku na savršenstvu prirode i sanjarskom bijegu od stvarnosi. Korištenjem raznih materijala (pijesak, vosak, pigment, staklenke, kartoni) i kombiniranjem medija (slikarstvo, fotografija, instalacije) pokazuje težnju brisanja granica između umjetnosti i stvarnosti. Njegova recentna djela većinom su apstraktne kolorističke kompozicije koje karakterizira gotovo lirski karakter, spontanost poteza i izostanak narativnog sadržaja.
Slikarstvo Igora Rončevića osamdesetih i devedesetih obilježava podvojenost između apstrakcije i figure, koja prema riječima Zvonka Makovića označiva „privid postojanja“. Umjetnik rastače i fragmentira predmete i likove, naglašava boju i potez te nudi dvosmislena tumačenja sadržaja.  Transavangardni način pristupanja slici očituje se u umjetnikovom ispitivanju raznih mogućnosti djelovanja u čistom slikarstvu koje ne lišava njegovih estetskih, asocijativnih ni bilo kojih drugih vrijednosti koje je izuzimalo analitičko slikarstvo.
Rad Edite Schubert se osamdesetih godina bazirao na geometrijskoj apstrakciji koja se ustaljeno tumačila u okviru utjecaja neo-geo pokreta. U ciklusu Portable, devedesetih godina 20. stoljeća radi djela koja naziva „kolažima“, platna standardiziranih formata koja su cijelom površinom prekrivena jednoličnim potezima boja, oslobođena su ekspresivnosti i dodatnog značenja pri čemu se njeno slikarsvo približava analitičkome. Redukcija likovnog jezika na kolorističku konfronticiju dvije boje način je promišljanja kategorije slike i naglašavanje njene predmetnosti i prenosivosti kako sugerira sam naslov serije.
Nina Ivančić se, nakon ekspresije i kolorizma prve polovice osamdesetih, tijekom boravka u New Yorku (1986. – 1993. godine) priklonila apersonalnom apstraktno-geometrijskom načinu neo-gea, a devedesetih godina 20. stoljeća radi seriju slika pod nazivom Duhovi, odnosno seriju silueta brodova plošno i strogo izvedenim crnim akrilom na bijeloj podlozi platna. Rezultati su slike-dijagrami koje nakon 2000. godine umnaža i širi te isprepliće sa slikama aviona. Inspiraciju je crpila iz promotivnih brošura i popartističkog nasljeđa Lichtensteina i Resenquista koje njeno slikarstvo čini povijesno retrospektivnim, dok s druge strane pokazuje svojevrsno nasljeđe i daljnju razradu ne-ekspresionizma kojim se Nina Ivančić bavila za vrijeme svog boravka  u Americi.
Zoltan Novak počinje slikati osamdesetih godina 20. stoljeća, a njegov je rad karakterističan po vidljivom psihološko-ekspresivnom momentu u prikazima bezličnih i osamljenih ljudskih likova, moralno i mentalno praznih psiha. Reprezentativni simbol njegova slikarstva je motiv šetača, dok  u svojim recentnim radovima slikar daje vlastiti introspektivan prikaz urbanog čovjeka koji je usamljen unutar suvremenog megalopolisa.

## Transdisciplinarni model stvaralaštva
Transdisciplinarni model stvaralaštva podrazumijeva slobodan izbor najadekvatnijeg rješenja za produkciju, realizaciju i prezentaciju osmišljenog koncepta. Mnogi hrvatski umjetnici stvaraju djela koja kombiniranjem različitih medija teže izlasku iz granica slike, a često se umjesto termina koji označava specifičan medij (slikar, kipar, video umjetnik itd.) koristi naziv vizualni umjetnik.
Rad Damira Sokića kreće se od analitičkog i primarnog preko transavangarde i neo-geometrije do instalacija, objekata i assemblagea. Istaknuti je protagonist novih i inovativnih umjetničkih razmišljanja i postupaka te se u svom stvaralaštvu služi gotovo svim medijima pokušavajući dokinuti njihove granice vođen zanimanjem za čisti umjetnički govor. U svojim se radovima često referira na umjetnike i rakurse moderne, osobito Mondriana u neoplasticističkim serijama i instalacijama koje prilagođava novim vizualnim mogućnostima i zahtjevima. 
Boris Demur je slikar, konceptualni i multimedijalni umjetnik, performer, teoretičar i jedan od najprovokativnijih protagonista suvremene likovne scene. Na Akademiji u Zagrebu pokazao je interes za radikalnija konceptualna rješenja te za procesualna i teorijsko-analitička istraživanja prirode jezika slikarstva. Procesualni karakter njegove umjetničke prakse definiran je otkrićem spiralne forme koja postaje identifikacijski znak njegove umjetnosti. Ponavljanjem i varijacijama istog motiva u svoje je radove unio komponentu vremena i egzistencijalne ekspresije koja je izražena u vidu spiralnog kretanja. U spiralu često unosi nove znakove (poput križa, ying i yanga, drevne kineske simbole, obogaćujući je slojevima novih značenja. Rezultat je kombinacija akcijskog slikarstva s primarnim i analitičkim, koju dalje razrađuje s verbalnim komponentama i radu na otvorenom u vidu land-arta koji dokumentira fotografijom i videom.
Željko Kipke se početkom 80-ih godina počeo baviti slikarstvom transavangardnog duha, a od devedesetih, u duhu postmoderne redefinira granice figuralnosti i apstrakcije te integrira verbalnu komponentu u svoja djela. Radi multimedijske izložbe (kombinacija književnosti, slikarstva i video uradaka) potkrijepljene teorijskim radovima u kojima definira vlastiti pojam Slikarstva Novog Eona koji označava kompleksan proces suprotstavljanja različitih značenja i simbola u kojem povezuje slikarstvo s područjem filozofije, matematike, informatike itd. Serija pet slika iz 2010. godine režirana je poput „etapa jednog scenarija za film o diktatorima filmovilima, boci vina, spirali uspjeha te poprištima stvarnih zločina“ i posvećena je žrtvama političkih sistema poput britanskog biokemičara likvidiranog zajedno sa ženom i maloljetnom kćerkom. 
Duje Jurić jedan je od protagonista estetike neokonstruktivnog i neoplasticističkoga slikarstva po uzoru na Bauhaus, De Stijl, Nove tendencije i Fluxus. Krajem devedesetih u svoje stvaralaštvo prihvaća motiv kompjutorskog čipa, odnosno, memorijskih čipova i eksperimentira s jakim, otvorenim bojama koje kombinira u gustu mrežu horizontalnih oblika i boja. Umjetnik često izlaže seriju slika koje se logički nastavljaju jedna na drugu te tako dobiva duge horizontalne frizove i do 15 metara dugačkih. Verbalna komponenta u njegovim djelima javila se sredinom 80-ih na pojedinim radovima, no kulminira sa serijom Slike-knjige (2000.) koju čine slike s rasterom horizontala i vertikala na koje upisuje riječi bez sintaktičkog smisla, nerazumljivog međuodnosa i na raznim jezicima.
Početkom novog tisućljeća počinje eksperimentirati s lomom svjetlosti te stvara svjetlosne ambijente u kojima uvodi nov plastično-vizualni element oblikovanja.
Tomislav Buntak pojavio se na likovnoj sceni krajem devedesetih godina 20. stoljeća i predstavnik je slikarstva sakralne tematike koji u svoja djela unosi aktualne kršćanske i humanističke poruke te problematizira potrebu za novom duhovnosti. Na crtežima
fluidnih linija koje izvodi srebrnom ili zlatnom olovkom prikazuje idilični bezvremenski svijet s elementima alegorije i arkadije koji je u snažnoj suprotnosti sa stvarnošću vremena u kojem živimo.
Stvaralaštvo Matka Vekića obuhvaća širok spektar tradicionalnih slikarskih postupaka prožetog vještim oblikovnim dosjetkama, kao i smislenim dijalogom s pojedinim obrascima drugih medija. U svoje radove ugrađuje motor koji će ih mijenjati onako kako se rotiraju ulični panoi. Rad Ovce koje se nisu izgubile prikazuje janjad koja se okreće na ražnju u obliku reklamnog panoa. Predstavlja ironičan spoj visokotehnološkog svijeta sa svijetom koji je i u svojoj izvornoj rustikalnost (janjci na ražnju) pretvoren u proizvod koji se reklamira kao da je riječ o kakvom fast-foodu.

## Realizam u suvremenoj hrvatskoj umjetnosti
Lovro Artuković predstavnik je realističkog slikarstva u Hrvatskoj. Njegova umjetnost  se temelji na tradicionalnom pristupu, traženju predložaka iz prirode, crtanju po promatranju i slaganju kompozicije s podcrtežom. U drugoj polovici  devedesetih mijenja rakurs svojeg slikarstva koje je za cilj imalo u statičkom mediju prikazati tijek vremena te radi seriju dvostrukih portreta i prizora iz prirode bez likova u kojim je vidljiv pomak
prema čistom slikarstvu. U seriji slika Umjetnici u prirodi, Aruković stvara alegorijske slike umjetnosti: Jaspera Johnsa, Anselma Kiefera, Jospeha Beuysa, Ivana Kožarića, Igora Rončevića i Željka Kipkea. Djela su prikazana u sličnoj formi monokromnih kompozicija sa siluetama likova i detaljima naglašenim bojom i/ili realističnim prikazom. Ovim prikazima Artuković tematizira uvjete nastajanja slikarstva u okolnostima „kraja umjetnosti“ i iskazuje nepovjerenje u reprezentacijske sustave novije umjetnosti. U seriji Slike koje gleda netko drugi, Artuković nastavlja razrađivati sinkronizaciju stvarnog i imaginarnog te suvremenog i povijesnog unutar konteksta slike.
Ambijent u kojemu su likovi smješteni nalikuje na insceniranu pozornicu čime naglašeno suprostravljanje fikcije i stvarnosti unutar djela postaje glavna tema ovog ciklusa.
Ciklus Lažni prizori čine inscenirani prikazi unutar podrumskih prostora u kojima se umjetnik poigrava dvosmislenim dosjetkama vizualnog i semantičkog značenja slike. U daljnjem stvaralaštvu okreće se verističkim prikazima prizora koje inscenira u svom atelijeru ili iznajmljenom prostoru.
Pod utjecajem realističkih trendova koji se aktualiziraju na zagrebačkoj Akademji i stvaralaštva Lovre Artukovića, formira se nova generacija mladih umjetnika koji stvaraju u duhu novih realizama. Mnoge umjetnike povezuju prizori realnog motiva koji su istovremeno odraz umjetnikove nutrine i stava prema svijetu.
Stipan Tadić gradi slike od niza poteza u kvadratičnim poljima koja se spajaju u koherentnu cjelinu, u kojima je pokazao kako je moguće ostati vjeran prikazu i pokazati širinu formalnih aspekata slikarstva. Referira se na stare majsotre rekreirajući njihov način slikanja, primjerice slikajući tradicionalne aktove u tehnici jajčane tempere i ulja ili interpolirajući motive reprezentativnih djela povijesti umjetnosti u suvremeni sadržaj.
Slikarstvo Zlatana Vehabovića čine  figuralni prikazi tema iz osobnog života ili selektirane teme iz popularnih medija kao što su stilovi iz filmova, knjige, novine, časopisi ili razglednice. Predmeti i likovi, smješteni u prazne prostorije ili nedefinirani krajolik ne prenose prizor iz stvarnosti, već odražavaju umjetnikov osobni doživljaj ili prizor iz mašte.

## Galerija djela
- Boris Demur, Requiem in Croatie, 1991.
- Damir Sokić, Bez naziva, 2002.
- Edita Schubert, Portable, 1994.

## Vanjske poveznice
- Lauba  Arhivirana inačica izvorne stranice od 10. travnja 2014. (Wayback Machine)
- Muzej suvremene umjetnosti  Arhivirana inačica izvorne stranice od 28. ožujka 2014. (Wayback Machine)
- Drugi bijenale slikarstva
- Zlatan Vehabović  Arhivirana inačica izvorne stranice od 4. lipnja 2014. (Wayback Machine)
- Vatroslav Kuliš  Arhivirana inačica izvorne stranice od 19. travnja 2014. (Wayback Machine)
- Zoltan Novak  Arhivirana inačica izvorne stranice od 16. svibnja 2014. (Wayback Machine)
- Ovo su umjetnici čije je radove otkupio Europski parlament
- Lovro Artuković
- Boris Demur
- Duje Jurić  Arhivirana inačica izvorne stranice od 2. lipnja 2014. (Wayback Machine)
- Igor Rončević
- Đuro Seder  Arhivirana inačica izvorne stranice od 12. siječnja 2014. (Wayback Machine)
- Matko Vekić